# 打令街
打令街（英語：Darling Street）是澳洲新南威爾斯州雪梨的一條長3.1（1.9英里）的街道，西起域多利道，東止巴免東渡輪碼頭。該街道是羅些及巴免市區的主要大道及商業街。街上有咖啡茶座及食肆。
巴免街市（Balmain Market）位於打令街夾居迪斯道（Curtis Road）處。

## 歷史
打令街以英國陸軍軍官賴夫·打令將軍命名。他於1825至1831年間擔任紐修威省總督。